# Annibale Romei
Annibale Romei (... – 1590) è stato uno scacchista e letterato italiano.

## Biografia
Conte di Bergantino, visse alla corte estense di Ferrara.
Sposò la nobile Giulia Giglioli ed ebbe numerosa prole. 
Durante la sua vita ebbe diversi incarichi politici nella sua città, e fu molto attivo nel promuovere opere di bonifica nel Ferrarese e in Veneto. 
Nel 1585 pubblicò i Discorsi del conte Annibale Romei gentil'huomo ferrarese divisi in sette giornate: espressione della cultura cortigiana di quei tempi, fu un'opera lungamente apprezzata in quanto considerata un manuale di cavalleria, e che venne ricordata anche dal Manzoni nei Promessi Sposi. 
Tra il 1565 e il 1568 pare scrivesse un trattato di scacchi in appendice ai Dialoghi sull'anima umana, dal titolo Le fatiche sopra il giuoco degli scacchi, dedicato a Leonora d'Este, ma del quale viene negata la paternità. Il trattato rimase manoscritto fino al 1985 quando uscì in edizione a stampa con i commenti di Adriano Chicco. 
Fu comunque un celebre giocatore di scacchi, tanto che il Tasso gli dedicò nel 1581 Il Romeo, o vero del giuoco.
Giulio Polerio attribuisce al Romei il controgambetto 1.e4 e5 2.f4 exf4 3.Ac4 f5.